# Fotucheng
Fótúchéng (佛圖澄 ou 佛屠澄), nom sanskrit possible Buddhasingha, 232-348, est un moine bouddhiste chinois célèbre. Il fut conseiller de Shi Le (石勒 274-333) et Shi Hu (石虎 295-349), souverains belliqueux des Zhao postérieurs, qui en attendaient sans doute plus de services magiques (divination, protection, guérisons) que de conseils spirituels. Il aurait eu Dao'an et Zhu Faya (竺法雅) parmi ses disciples. 
Selon les Biographies de moines éminents (Gaosengzhuan 高僧傳), né dans une famille Bo (帛) et originaire des marges occidentales de l’empire Jin, il aurait pris l’habit de moine à 9 ans et étudié dans le pays d’Udyana en Inde du nord. Il arrive à Luoyang en 310 précédé d’une certaine réputation, avec l’intention d’y faire construire des centres de propagation du bouddhisme, mais l’offensive de Liu Yao (劉曜) des Zhao antérieurs contre la capitale amène une période de désordre qui l’oblige à repartir dans les régions ouest. C’est seulement après 328 et l’usurpation de Shi Le qu’il est distingué par ce dernier sur la recommandation de son général Guo Heilue (郭黑略). Shi Hu, neveu et usurpateur de Shi Le, conserve Fotucheng comme conseiller et l’honore comme son prédécesseur du titre de « Grand Moine » (大和尚). 
À défaut de précisions biographiques fiables, on trouve dans les Biographies de moines éminents et la tradition bouddhique de nombreuses anecdotes légendaires sur Fotucheng, faisant l’éloge de ses pouvoirs et de sa sagesse. Il aurait fait bâtir 893 temples et eu plus de dix mille disciples.